# Meteor (escultura)
Meteor és una escultura de Bruno Giorgi, elaborada amb marbre blanc de Carrara, situada sobre un espill d'aigua davant del Palau Itamaraty, a Brasília. Fou esculpida entre 1967 i 1968 és muntada amb cinc parts d'una esfera buida estilitzada, que significa els llaços diplomàtics entre els cinc continents.
Entre les obres d'art del Palau Itamaraty, el Meteor de Bruno Giorgi és pràcticament un símbol del Ministeri d'Afers Exteriors. Tot i pesar cinquanta tones, l'obra sembla surar sobre l'espill d'aigua que envolta l'edifici.

## Història

### Creació
Per a executar l'escultura Itamaraty va enviar Bruno Giorgi a la comuna italiana de Carrara, on hi ha marbre de qualitat excepcional. Giorgi va treballar durant 14 mesos amb els artesans de l'obrador de Carlo Nicoli, desbastant un gran bloc de marbre de 120 tones. La pedrera d'on s'extragué el bloc s'ha anomenat Brasília, en homenatge a l'obra.
Llavors Bruno Giorgi era en una fase de formes més simples, visible ja en Os Candangos. La maqueta de Meteor fou elogiada per diaris europeus i va rebre un gran premi de escultura de Milà, al 1966.
Els arxius de l'Itamaraty guarden el document en què el ministre Vasco Leitão da Cunha aprova la comanda de l'obra i el viatge de Bruno Giorgi a Itàlia, a més d'una fotografia del prototipus de l'obra. A més del Meteor, Bruno Giorgi va fer els busts d'Alexandre de Gusmão, de Duarte da Ponte Ribeiro i del Barão do Rio Branco, que són dins el Palau.

### Instal·lació
Oscar Niemeyer dubtava de col·locar l'escultura al davant de l'edifici: temia que l'obra canviàs el delicat efecte visual dels arcs de la façana. L'arquitecte va ser convençut per Olavo Redig de Campos, arquitecte en cap del Sector de Conservació del Patrimoni d'Itamaraty.